# Jingurudó
Jingurudó è un comune (corregimiento) della Repubblica di Panama situato nel distretto di Sambú, comarca di Emberá-Wounaan. Si estende su una superficie di 734,2 km² e conta una popolazione di 486 abitanti (censimento 2010).